# Classificação científica
A expressão classificação científica, taxonomia ou classificação biológica, designa o modo como os biólogos agrupam e categorizam as espécies de seres vivos tanto extintas como actuais. A classificação científica moderna tem as suas raízes no sistema de Karl von Linnée (latim: Carolus Linnaeus), que agrupou as espécies de acordo com as características morfológicas por elas partilhadas. Estes agrupamentos foram subsequentemente alterados múltiplas vezes com o fim de melhorar a consistência entre a classificação e o princípio darwiniano da ascendência comum. O advento da sistemática molecular que utiliza a análise do genoma e os métodos da biologia molecular levou a profundas revisões da classificação de múltiplas espécies e é provável que as alterações taxonómicas continuem a ocorrer à medida que se caminha para um sistema de classificação assente na semelhança genética e molecular em detrimento dos critérios morfológicos. A classificação científica pertence à ciência da taxonomia ou sistemática biológica.

## Características da classificação biológica
A classificação das espécies não obedece a critérios rigidamente formais. Caso fosse aplicado aos primatas o mesmo critério científico usado para classificar os coleópteros, dos quais há mais de 300 mil espécies catalogadas, o ser humano (Homo sapiens) faria parte do género Pan, o mesmo género dos chimpanzés (Pan troglodytes) e dos bonobos (Pan paniscus).
Assim a classificação biológica é um sistema organizativo que se rege por um conjunto de regras unificadores e de critérios que se pretendem universais, mas que, dada a magnitude do conjunto dos seres vivos e a sua inerente diversidade, são necessariamente adaptados a cada um dos ramos da biologia.
Tradicionalmente, a classificação de plantas e de animais seguiu critérios diferenciados, hoje fixos no Código Internacional de Nomenclatura de algas, fungos e plantas e no Código Internacional de Nomenclatura Zoológica, respectivamente, reflectindo a história das comunidades científicas associadas. Outras áreas, como a micologia (que segue a norma botânica), a bacteriologia e a virologia, seguiram caminhos intermédios, adoptando muitos dos procedimentos usados nas áreas consideradas mais próximas.
Nos últimos tempos, com o advento das técnicas moleculares e dos estudos cladísticos, as regras tendem apara a unificação, levando a uma rápida mutação dos sistemas classificativos e alterando profundamente a estrutura classificativa tradicional.
A classificação científica é, por isso, um campo em rápida mutação, com frequentes e profundas alterações, em muitos casos quebrando conceitos há muito sedimentados. Nesta matéria, mais importante do que conhecer a classificação de uma qualquer espécie, importa antes conhecer a forma como o sistema se organiza. Até porque aquilo que é hoje uma classificação aceite em pouco tempo pode ser outra bem diferente.

## História

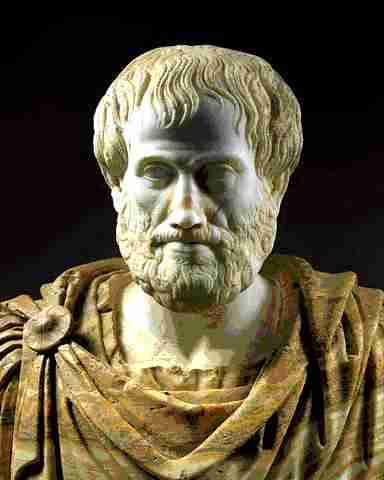
Aristóteles criou a primeira classificação dos seres vivos.

O sistema mais antigo de classificação de seres vivos que se conhece deve-se ao filósofo grego Aristóteles, que classificou todos os organismos vivos então conhecidos em plantas e animais. Os animais eram, por sua vez, subdivididos de acordo com o meio em que se moviam (terra, água e ar).
Em 1172, o sábio Ibn Rushd (Averroes), que era juiz (Qaadi) em Sevilha, traduziu para a língua árabe e comentou o livro de Aristóteles intitulado De Anima (Sobre a alma). O seu trabalho original perdeu-se, mas conhece-se uma tradução para latim da autoria de Michael Scot. Foi através desta via que a classificação aristotélica chegou aos nossos dias e inspirou muitos dos trabalhos taxonómicos iniciais.
O professor suíço Conrad von Gesner (1516–1565) produziu um importante avanço sobre a estrutura aristotélica, ao publicar uma compilação de todos os seres vivos então conhecidos, ainda assim agrupados segundo um método baseado no de Aristóteles.
A exploração de novos territórios que se seguiu aos Descobrimentos trouxe para a Europa centenas de novas espécies de plantas e animais, desafiando os velhos sistemas de classificação e identificação. Por outro lado, a curiosidade pela ciência que o Renascimento europeu despertou levou à constatação de que, mesmo na Europa, existiam muitos milhares de seres vivos distintos, a maior parte dos quais não descritos nem catalogados.
Perante esta explosão no conhecimento da biodiversidade, e da consequente actividade colecção e análise de espécimes, rapidamente se constatou que os velhos sistemas de catalogação tornavam muito difícil estudar e localizar os exemplares nas colecções. Tal levava a que a mesma espécie recebesse nomes distintos, já que as colecções eram demasiada grandes para o que o seu conteúdo pudesse ser memorizado.
Foi então necessário delinear um sistema que agrupasse os espécimes de forma lógica, permitindo uma rápida localização dos exemplares semelhantes. Desse esforço nasceu o sistema binomial baseado na morfologia externa, agrupando exemplares com um aspecto semelhante.
Entretanto, o movimento que se tinha centrado essencialmente nas plantas foi-se estendendo aos animais: em finais do século XVII e princípios do século XVIII iniciou-se o estudo científico dos animais, primeiro dos domésticos, depois generalizado a toda a fauna. Este estudo lançou as bases para a anatomia comparada e para os sistemas classificativos baseados na morfologia e função dos órgãos.
Também os médicos, com o seu conhecimento de anatomia e o seu interesse pelas plantas usadas para fins medicinais, contribuíram fortemente para o progresso do conhecimento dos seres vivos. Entre aqueles profissionais, destacaram-se, pelos seus conhecimentos anatómicos ou botânicos, Hieronymus Fabricius (1537–1619), Petrus Severinus (1580–1656), William Harvey (1578–1657) e Edward Tyson (1649–1708).
Outra frente de progresso foi aberta pelo aparecimento dos primeiros entomologistas e pelos primeiros microscopistas, destacando-se nestes campos Marcello Malpighi (1628–1694), Jan Swammerdam (1637–1680) e Robert Hooke (1635–1702).
No campo mais filosófico, o escocês James Burnett (1714-1799), mais conhecido por Lord Monboddo, foi um dos primeiros pensadores a tentar estabelecer uma correlação entre a espécies e a procurar descobrir regras lógicas que pudessem colocar alguma ordem no aparente caos da diversidade morfológica dos seres vivos. Nesta busca, estabeleceu as primeiras normas de ordenação e as primeiras explicações para a variabilidade das formas, sendo um verdadeiro precursor das teorias evolucionárias.
Os desenvolvimentos sucessivos verificados na história da sistemática dos insectos pode ser consultada no seguinte sítio Nomina Circumscibentia Insectorum, seguindo as hiperligações que descrevem cronologicamente cada passo.

### Osmetodistas
Desde finais do século XV que um número crescente de naturalistas se dedicava à procura de um método de ordenar racionalmente o mundo natural, procurando classificar os minerais, as rochas e os seres vivos em categorias que permitissem fazer sentido da sua enorme diversidade e ao mesmo tempo das suas extraordinárias semelhanças. Esta procura de uma arrumação lógica para a diversidade da natureza foi ganhando favor entre os estudiosos, transformando-se num dos principais campos de estudo da História Natural.
Foi neste contexto que Carolus Linnaeus, na sua obra Bibliotheca Botanica, cunhou o termo metodistas (não confundir com Metodista, a denominação religiosa homónima) para se distinguir os naturalistas que se interessavam pela classificação dos seres vivos, em contraste com os colectores, cuja única preocupação era encontrar e determinar novas espécies. Avultaram entre os primeiros metodistas da biologia, o botânico e filósofo italiano Andrea Caesalpino, o naturalista inglês John Ray, o médico e botânico alemão Augustus Quirinus Rivinus, e o médico, botânico e explorador francês Joseph Pitton de Tournefort.
Andrea Caesalpino (1519 - 1603), na sua obra De plantis libri XVI (1583), propôs a primeiro sistema hoje conhecido de ordenação lógica das plantas: com base na estrutura do tronco e no desenvolvimento e forma dos frutos dividiu em 15 genera as plantas então conhecidas.
John Ray (1627–1705) foi um naturalista inglês que publicou importantes trabalhos sobre plantas, sobre animais e sobre aquilo que designava por teologia natural. A forma de abordagem à problemática da classificação das plantas que utilizou na sua obra Historia Plantarum foi um importante passo na fundação da moderna taxonomia vegetal. John Ray rejeitou o sistema de simples dicotomia então usado na classificação das plantas, no qual as espécies eram ordenados com base na presença ou ausência de determinado carácter (por exemplo: plantas de flor vermelha ou plantas sem espinhos), para o substituir por um sistema em que se procurava maximizar as semelhanças morfológica, distinguindo os géneros pelo seu grau de analogia ou de diferenciação.
Tanto Andrea Caesalpino como John Ray usaram os nomes tradicionais das plantas, pelo que as designações utilizadas não reflectiam a sua posição taxonómica. Por exemplo, ainda que a macieira e o pessegueiro pertencessem a diferentes genera do methodus de John Ray, aquelas espécies recebiam a designação de Malus e de Malus Persica, respectivamente.
O passo seguinte na estruturação da denominação binomial foi dado por Rivinus e por Pitton de Tournefort, que fizeram de género uma categoria distinta dentro da hierarquia taxonómica, e com essa inovação introduziram a prática de denominar as espécies de acordo com o género a que pertencem.
Augustus Quirinus Rivinus (1652–1723) introduziu a classificação das plantas com base na morfologia dos seus órgãos reprodutores, considerando que a morfologia das flores e das sementes tinha um particular significado biológico. Ao introduzir uma classificação baseada nesses caracteres, Rivinus criou o conceito de Ordem como forma de agrupamento de géneros similares, integrando e alargando o conceito de genera superior já postulado por John Ray e por Andrea Caesalpino.
Deve-se também a Rivinus a abolição da clássica divisão das plantas em ervas e árvores, já que ele insistia que o verdadeiro método de divisão se deveria basear na morfologia das flores, frutos e sementes, e não em aspectos anatómicos tão variáveis como a dimensão dos troncos e a sua lenhificação. Rivinus também popularizou o uso de chaves dicotómicas para definir géneros e ordens, criando a base do sistema de identificação ainda hoje utilizado.
O método utilizado por Rivinus assemelhava-se ao utilizado por Joseph Pitton de Tournefort: o nome de todas as espécies pertencentes ao mesmo género deveria começar pela mesma palavra, o nome genérico. Nos géneros contendo mais de uma espécie, a primeira espécie identificada recebia apenas o nome do género, enquanto as restantes recebiam uma frase diferenciadora, um modificador que ele apelidou de differentia specifica.
Joseph Pitton de Tournefort (1656–1708) introduziu um sistema ainda mais sofisticado de hierarquização, com classes, secções, géneros e espécies. Foi o primeiro a compor de forma consistente e uniforme nomes específicos contendo um nome genérico seguido de uma frase descritiva que definia a differentia specifica. Ao contrário de Rivinus, Tournefort usava as differentiae com todas as espécies pertencentes a géneros politípicos.

### Linnaeus

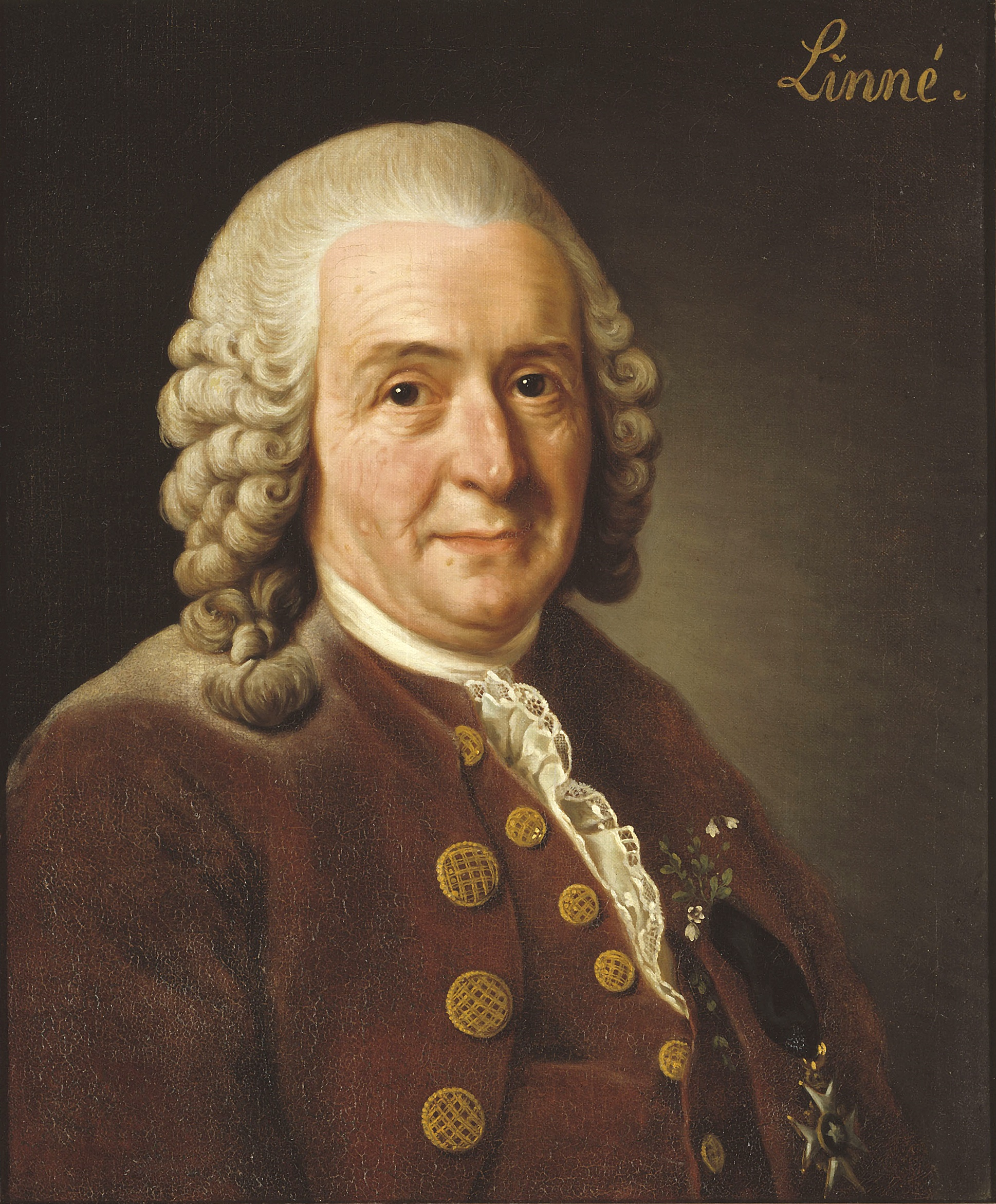
Carolus Linnaeus criou o método binomial para os nomes das espécies.

Carolus Linnaeus (1707–1778) nasceu dois anos após a morte de John Ray. A sua principal obra, a Systema Naturae, teve 12 edições durante a sua vida (com a 1.ª edição em 1735). Nesta obra, a natureza é dividida em três reinos: mineral, vegetal e animal. Para sistematizar a natureza, em cada um dos reinos Linnaeus usou um sistema hierárquico de cinco categorias: classe, ordem, género, espécie e variedade.
Outra das suas principais contribuições foi o abandono dos longos nomes descritivos até então em uso para designar as classes e ordens. Também promoveu o fim dos nomes de géneros constituídos por duas palavras (por exemplo Bursa pastoris era um género). Esta simplificação marca uma ruptura com os métodos dos seus antecessores imediatos (Rivinus e Pitton de Tournefort), e foi acompanhada pelo estabelecimento de diagnoses rigorosas e detalhadas para cada um dos géneros (a que ele chamou characteres naturales). Também procedeu à integração das variedades nas respectivas espécies, evitando que a botânica tivesse que criar novos taxa para acomodar todas as variedades cultivadas que são constantemente criadas.
Contudo, apesar das suas múltiplas contribuições para a taxonomia e sistemática, Linnaeus é melhor conhecido pela introdução do método binomial, a técnica ainda em uso para formular o nome científico das espécies. Antes de Linnaeus estavam em uso nomes longos, compostos por um nome genérico e por uma frase descritiva da própria espécie (a differentia specifica). Esses nomes não eram fixos, já que cada autor parafraseava o descritivo, acentuando os caracteres que considerava mais relevantes.
Na sua obra Philosophia Botanica (1751), Linnaeus colocou grande ênfase na melhoria da composição dos nomes e na redução da sua extensão, abolindo as expressões retóricas desnecessárias que tradicionalmente se usavam na descrição das espécies e introduzindo novos termos descritivos cujo significado procurou fixar rigorosamente. Este esforço resultou numa definição de espécies com um rigor sem precedentes.
Em finais da década de 1740, Linnaeus começou a utilizar um sistema paralelo de construção do nome das espécies, que designou por nomina trivialia. Cada nomen triviale, o nome trivial, era um epíteto, de uma ou duas palavras, colocado à margem do texto frente ao nome científico clássico de carácter descritivo.
Na construção dos seus nomen triviale, as únicas regras que Linnaeus usou foram: (1) os nomes devem ser curtos; (2) os nomes devem ser únicos dentro de cada género; e (3) os nomes devem ser permanentes, mantendo-se mesmo quando o enquadramento taxonómico mude. Usando essas regras simples, Linnaeus aplicou de forma consistente nomina trivialia às espécies de plantas que incluiu na sua obra Species Plantarum (com 1.ª edição em 1753) e às espécies de animais incluídas na 10.ª edição de Systema Naturae, publicada em 1758. Essas duas obras, e os respectivos anos de edição, são hoje considerados o referencial base para a nomenclatura botânica e zoológica, respectivamente.
Ao utilizar de forma consistente os mesmos epítetos específicos, Linnaeus separou a nomenclatura da taxonomia, o que se viria a revelar um passo decisivo na consolidação do sistema de nomenclatura biológica, já que os nomes da espécies passaram a ser fixos, permitindo que os agrupamentos taxonómicos superiores se desenvolvessem independentemente. Apesar do uso paralelo dos nomina trivialia e dos nomes descritivos se ter mantido até finais do século XVIII, eles foram sendo progressivamente substituídos pela utilização de nomes curtos, combinando simplesmente o nome do género com o nome trivial da espécie.
No século XIX esta nova prática foi codificada nas primeiras regras e leis da nomenclatura biológica, acabando por se transformar naquilo que hoje é geralmente referido como a sistema de nomenclatura binomial, ou mais genericamente como a taxonomia lineana, a qual é ainda, com poucas alterações, o padrão universalmente aceite de atribuição de nomes aos seres vivos.

## A estrutura actual da classificação biológica
Enquanto Carolus Linnaeus classificava as espécies de seres vivos tendo como objectivo principal facilitar a identificação e criar uma forma de arquivo nos herbários e nas colecções zoológicas que permitisse localizar facilmente um exemplar, nos modernos sistemas taxonómicos aplicados à biologia procura-se antes de mais fazer reflectir o princípio Darwiniano de ancestralidade comum. Isto significa que se pretende agrupar as espécies por proximidade filogenética, isto é relacionar as espécies pela sua proximidade genética, a qual reflecte o grau de comunalidade de ancestrais. Biólogos, em 2016, identificaram a assinatura molecular do reino animal, fornecendo evidências genéticas para a classificação animal de sistema de Karl von Linnée, que tem sido utilizada por quase 300 anos. A pesquisa serve biólogos do desenvolvimento, biólogos evolutivos, biólogos computacionais e pesquisadores.
Desde a década de 1960 que se vem fortalecendo a tendência para utilizar estruturas taxonómicas baseadas nos conceitos da cladística, hoje designadas por taxonomia cladística, distribuindo os taxa numa árvore evolucionária. Se um taxon inclui todos os descendentes de uma forma ancestral, é designado um taxon monofilético. Quando o inverso acontece, o taxon é designado parafilético. Os taxa que incluem diversas formas ancestrais são designados por polifiléticos. Idealmente todos os taxa deveriam ser monofiléticos, pois assim reflectiriam a ancestralidade comum das espécies que integrem.
Um novo tipo de nomenclatura, baptizado como PhyloCode, está em desenvolvimento, tendo como objectivo criar uma estrutura de clades em vez de uma estrutura de taxa. Em caso de implementação generalizada não é clara a forma de coexistência entre esse sistema e o actual.
O conceito de domínio como taxon de topo é de introdução recente. O chamado Sistema dos Três Domínios foi introduzido em 1990, mas apenas recentemente ganhou aceitação generalizada. Apesar de hoje a maioria dos biólogos aceitar a sua validade, a utilização do sistema dos cinco reinos ainda domina. Uma das principais características do sistema dominial é a separação dos reinos Archaea e Bacteria, ambos anteriormente parte do reino Monera. Alguns cientistas, mesmo sem aceitar os domínios, admitem Archaea como um sexto reino.

### Hierarquia da classificação
O quadro seguinte apresenta a classificação científica de cinco espécies pertencentes a estruturas taxonómicas diversas: a mosca-da-fruta (Drosophila melanogaster), o ser humano, a ervilha, o cogumelo amanita e a bactéria Escherichia coli. Com ele pretende-se demonstrar a flexibilidade e a universalidade do sistema, incluindo numa mesma estrutura organismos tão diversos como os seleccionados.
| Taxon                           | Mosca-da-fruta  | Humano                 | Ervilha          | Amanita        | E. coli             |
| ------------------------------- | --------------- | ---------------------- | ---------------- | -------------- | ------------------- |
| Superdomínio                    | Biota           | Biota                  | Biota            | Biota          | Biota               |
| Domínio, Super-reino ou Império | Eukaryota       | Eukaryota              | Eukaryota        | Eukaryota      | Prokaryota          |
| Reino                           | Animalia        | Animalia               | Plantae          | Fungi          |                     |
| Subreino                        | Eumetazoa       | Eumetazoa              |                  | Dikaria        |                     |
| Infrarreino                     | Bilateria       | Bilateria              |                  |                |                     |
| Superphylum                     | Protostomia     | Deuterostomia          | Spermatophyta    |                |                     |
| Phylum ou Divisão               | Arthropoda      | Chordata               | Magnoliophyta    | Basidiomycota  | Proteobacteria      |
| Subphylum ou Subdivisão         | Hexapoda        | Vertebrata             | Magnoliophytina* | Hymenomycotina |                     |
| Infraphylun ou Infradivisão     |                 | Gnatostomados          |                  |                |                     |
| Superclasse                     |                 | Tetrapoda              |                  |                |                     |
| Classe                          | Insecta         | Mammalia               | Magnoliopsida    | Agaricomycetes | Proteobacteria      |
| Subclasse ou Coorte             | Pterygota       | Theria                 | Magnoliidae      | Hymenomycetes  | Gammaproteobacteria |
| Infraclasse ou Legiâo           | Neoptera        | Eutheria / Placentalia |                  |                |                     |
| Parvclasse                      |                 | Exafroplacentalia      |                  |                |                     |
| Superordem                      | Endopterygota   | Euarchontoglires       |                  |                |                     |
| Ordem                           | Diptera         | Primatas               | Fabales          | Agaricales     | Enterobacteriales   |
| Subordem                        | Brachycera      | Haplorrhini            | Fabineae         | Agaricineae    |                     |
| Infraordem                      | Muscomorpha     | Simiiformes            |                  |                |                     |
| Parvordem                       |                 | Catarrhini             |                  |                |                     |
| Superfamília                    |                 | Hominoidea             |                  |                |                     |
| Família                         | Drosophilidae   | Hominidae              | Fabaceae         | Amanitaceae    | Enterobacteriaceae  |
| Subfamília                      | Drosophilinae   | Homininae              | Faboideae        | Amanitoideae   |                     |
| Tribo                           |                 | Hominini               |                  |                |                     |
| Subtribo                        |                 | Hominina               |                  |                |                     |
| Género                          | Drosophila      | Homo                   | Pisum            | Amanita        | Escherichia         |
| Subgénero                       |                 |                        |                  |                |                     |
| Seção                           |                 |                        |                  |                |                     |
| Subseção                        |                 |                        |                  |                |                     |
| Superespécie                    |                 |                        |                  |                |                     |
| Espécie                         | D. melanogaster | H. sapiens             | P. sativum       | A. muscaria    | E. coli             |
| Subspécie                       |                 | H. s. sapiens          |                  |                |                     |

Os taxa mais elevados, em especial os intermédios, têm sofrido ultimamente profundas e frequentes alterações, resultado da descoberta de novas relações entre os grupos e as espécies. Por exemplo, a tradicional classificação dos primatas (classe Mammalia — subclasse Theria — infraclasse Eutheria — ordem Primatas) está posta em causa por novas classificações, como, por exemplo, a de McKenna e Bell (classe Mammalia — subclasse Theriformes — infraclasse Holotheria — ordem Primatas). Estas alterações resultam essencialmente da existência de um pequeno número de taxa em cada nível, sendo neles necessário acomodar um registo fóssil muito ramificado.
A tendência para privilegiar a constituição de grupos monofiléticos em detrimento dos parafiléticos levará, seguramente, a sucessivas alterações da estrutura classificativa, com especial foco nas classes e ordens. A progressiva introdução de conceitos cladísticos também terá um impacte profundo e conduzirá à reformulação de muitos dos actuais agrupamentos.

### Sufixos dos taxa
Taxa acima do nível do género recebem em geral nomes derivados do género mais representativo neles incluído ou daquele que, por razões históricas ou outras, é mais conhecido. Os sufixos utilizados na construção desses nomes dependem do Reino e, por vezes, do Filo e Classe, seguindo um padrão preestabelecido. O quadro seguinte apresenta as regras de construção de sufixos mais comummente aceites.
| Taxon              | Plantas  | Algas     | Fungos     | Animais | Bactérias |
| ------------------ | -------- | --------- | ---------- | ------- | --------- |
| Divisão/Filo       | -phyta   | -phyta    | -mycota    |         |           |
| Subdivisão/Subfilo | -phytina | -phytina  | -mycotina  |         |           |
| Classe             | -opsida  | -phyceae  | -mycetes   |         | -ia       |
| Subclasse          | -idae    | -phycidae | -mycetidae |         | -idae     |
| Superordem         | -anae    | -anae     | -anae      |         |           |
| Ordem              | -ales    | -ales     | -ales      |         | -ales     |
| Subordem           | -ineae   | -ineae    | -ineae     |         | -ineae    |
| Infraordem         | -aria    | -aria     | -aria      |         |           |
| Superfamília       | -acea    | -acea     | -acea      | -oidea  |           |
| Família            | -aceae   | -aceae    | -aceae     | -idae   | -aceae    |
| Subfamília         | -oideae  | -oideae   | -oideae    | -inae   | -oideae   |
| Tribo/Infrafamília | -eae     | -eae      | -eae       | -ini    | -eae      |
| Subtribo           | -inae    | -inae     | -inae      | -ina    | -inae     |

Note-se que em botânica e micologia, os nomes dos taxa de família para baixo são baseados no nome de um género, por vezes referido como o género-tipo, ao qual é acrescentado um sufixo padronizado. Por exemplo, o género Rosa é o género-tipo a partir do qual a família Rosacea recebe o seu nome (Rosa + -aceae). Os nomes dos taxa acima de família podem ser formados a partir do nome da família, com o sufixo adequado, ou ser descritivos de uma ou mais características marcantes do grupo.
No caso dos animais, apenas existem sufixos padronizados até ao nível da superfamília (ICZN, artigo 27.2).
A formação de um nome com base na designação de um género não é tão simples quanto possa parecer, já que a língua latina tem declinações irregulares. Por exemplo, os nomes baseados em homo têm como base o genitivo da palavra, ou seja hominis, pelo que humanos pertencem aos Hominidae (hominídeos) e não aos Homidae (que, obviamente, nem existem).

### Classificação infra-específica
Embora a espécie seja considerado o nível de classificação mais baixo, existe por vezes necessidade de recorrer a classificações infra-específicas para acomodar a biodiversidade reconhecida ou para descrever certos traços fenotípicos, nomeadamente os de interesse económico entre as espécies domesticadas.
Os animais podem ser classificados em subespécies (por exemplo Homo sapiens sapiens, para os humanos modernos), ou morfos ou formas (como por exemplo Corvus corax varius morpha leucophaeus, uma forma característica de corvo).
As plantas podem ser classificadas em subespécies (por exemplo Pisum sativum subsp. sativum, a ervilha-de-cheiro), ou variedades (por exemplo, Pisum sativum var. macrocarpon, uma variedade de ervilha). As plantas cultivadas podem ser identificadas por cultivares, cada um deles correspondente a um determinado fenótipo (por exemplo, Pisum sativum var. macrocarpon 'Snowbird', o cultivar Snowbird de ervilha).
As bactérias podem ser classificadas por estirpe (por exemplo Escherichia coli O157:H7, uma estirpe de E. coli que pode causar intoxicação alimentar).

## Citações de autor
O nome de qualquer taxon pode ser seguido pela explicitação da "autoridade" que o criou, ou seja pelo nome do autor que primeiro publicou uma descrição válida da entidade taxonómica. Estes nomes de autor são em geral abreviados, seguindo um padrão de abreviatura fixado por critérios de tradição ou de história. Em Botânica, onde existe uma lista de abreviaturas do nome de botânicos e micologistas padronizada, por exemplo, Carolus Linnaeus é sempre abreviado para "L." e Gregor Mendel para Mendel.
Apesar do sistema de atribuição de autoria dos taxa ser ligeiramente diferente em botânica e em zoologia (veja Citação de autor (botânica) e Citação de autor (zoologia)), é padrão aceite que se o nome de um taxon for alterado, a abreviatura ou nome do autor original é sempre mantido, sendo então colocado entre parêntesis. O nome do autor da versão em vigor é colocado a seguir ao parêntesis (geralmente só em botânica).